# Stichopogon hermanni
Stichopogon hermanni är en tvåvingeart som beskrevs av Mario Bezzi 1910. Stichopogon hermanni ingår i släktet Stichopogon och familjen rovflugor. Inga underarter finns listade i Catalogue of Life.